# Ángulos explementarios
Ángulos explementarios se denomina a dos ángulos cuyas medidas suman 360 grados sexagesimales.
Dos ángulos explementarios con vértices coincidentes, tendrán sus lados comunes.
Así, para obtener el ángulo explementario de α que tiene una amplitud de 250°, se restará α de 360°:
β = 360° – 250º = 110º
el ángulo β (beta) es el explementario de α (alfa).
- 360 grados sexagesimales equivalen a 2π radianes, o 400 grados centesimales.